# Mobility Resort Motegi
Mobility Resort Motegi (en japonés: モビリティリゾートもてぎ) (anteriormente Twin Ring Motegi), es un autódromo situado en el poblado de Motegi, prefectura de Tochigi, Japón. Se compone de un óvalo de dos curvas asimétricas de 2.493 metros de extensión, y de un trazado mixto de 4.800 metros que se puede descomponer en dos circuitos, este y oeste, de 3.420 y 1.490 metros respectivamente. Fue inaugurado en agosto de 1997 por el fabricante de automóviles Honda como parte de un plan para incrementar su presencia en las categorías de monoplazas de Estados Unidos. El 1 de marzo de 2022, el circuito cambió su nombre a Mobility Resort Motegi, en conmemoración a los 25 años de su inauguración.
Entre las temporadas 1998 y 2002 de la Championship Auto Racing Teams, el óvalo de Motegi albergó los 500 km de Japón. Desde el año 2003 hasta 2011, las 300 Millas de Japón formaron parte del calendario de la IndyCar Series. El terremoto de Japón de 2011 dañó el óvalo, por lo que la IndyCar corrió ese año carrera de 300 km en el circuito mixto completo, tras lo cual no volvió a Asia. El Campeonato Mundial de Motociclismo celebra una carrera en el trazado mixto completo desde el año 1999: el Gran Premio del Pacífico de Motociclismo entre 2000 y 2003, y el Gran Premio de Japón de Motociclismo las ediciones restantes. Las principales categorías japonesas, como el Campeonato Japonés de Gran Turismos y la Fórmula Nippon, también se disputan habitualmente en el autódromo.

## Trazados

### Óvalo
El óvalo se usa para la IndyCar Series, NASCAR Winston Cup Series/Sprint Cup Series y Champ Car. El trazado oval es el único de su tipo en Japón. Es poco peraltado, con forma de huevo midiendo cada recta 1,549 millas, con las curvas 3 y 4 mucho más cerradas y peraltadas que las curvas 1 y 2. El 28 de marzo de 1998, CART celebraría la primera edición en el Twin Ring Motegi. La carrera fue ganada por el piloto mexicano Adrián Fernández. CART siguió llevando la carrera al Twin Ring Motegi entre 1998 y 2002. En 2003, Honda como había entrado a la Indy Racing League (IRL) y dicha carrera se volvió parte de la programación de la temporada de la IRL. Además de las carreras de IndyCar, El trazado también ha organizado una carrera de la serie principal de NASCAR en 1998.
Honda, que había construido el óvalo con el propósito expresamente de desarrollar su programa de carreras en un óvalo para carreras Indycar, no ganaron carreras en la pista durante sus primeros seis años de funcionamiento. En 2004, Dan Wheldon le dio la primera victoria a Honda en el óvalo. En 2008, el óvalo de Motegi había adquirido publicidad adicional cuando Danica Patrick se convirtió en la primera mujer en ganar en un coche Indy al competir allí. En 2011, la IndyCar verá la última vez que se verá competir en este trazado. Esto se debe a que ha caído audiencia para los organizadores y que han venido tratando de maximizar la audiencia en los últimos años sin éxito.

#### NASCAR
Mike Skinner, ganó la única carrera de la NASCAR Winston Cup Series (hoy NASCAR Sprint Cup Series) celebrada en 1998, la Coca-Cola 500. Skinner ganó conduciendo el #31 Lowe's Chevrolet de Richard Childress Racing. La carrera ha sido reconocida por ser la primera carrera de óvalo de NASCAR fuera de EE. UU. y realizada en Japón, además de ser la primera en que Dale Earnhardt y su hijo, Dale Earnhardt Jr., competían entre sí, conduciendo los coches #3 y #1 con el patrocinio de Coca-Cola, y siendo ambos coches Chevrolet.

### Circuito Permanente
El autódromo es de 4,8 kilómetros de largo y es el único que comparte el paddock y las tribunas con el trazado oval, pero aun así, es totalmente independiente respecto al otro. A pesar de que son trazados separados, es imposible llevar competencias simultáneamente al mismo tiempo. Para acceder a la pista ovalada, los equipos deben cruzar la calle de pits del circuito mixto. En el trazado mixto se gira en sentido horario.
El trazado en sí se basa en una base de inicial con una horquilla, y que de acuerdo a lo que fluye las críticas de varios pilotos, entre ellos el de Valentino Rossi. Según los estándares japoneses el circuito es excepcionalmente plano, con sólo una subida de ligera elevación hacia una curva cerrada. El circuito permanente es mucho más utilizado que la pista ovalada, con series como la Fórmula Nippon que la visita dos veces, las competencias de la Super GT y Super Taikyu una vez cada uno, y eventos locales casi cada fin de semana.
El autódromo tiene dos trazados cortos, que se utilizan generalmente para eventos de monoplazas tales como Fórmula 4 y FJ1600.

## Otras instalaciones
Además del complejo principal de carreras, Twin Ring Motegi cuenta con otro segundo trazado corto llamado Norte, de karting y para los eventos de la Fórmula 4, así como uno de 1/4 de milla para piques y carreras tipo sprint de coches modificados. Además, los ensayos que realiza la FIM a la pista todos los años para el Campeonato del Mundo de Trial. Por lo tanto, se podría decir que es un campo de pruebas al aire libre en lo que se ha convertido dicha instalación.
Fuera de las competencias, Twin Ring tiene el Honda Collection Hall, que cuenta con una competencia de coches de carreras históricos de Honda y la producción de automóviles y motocicletas, y el Honda Fan Diversión Lab, que cuenta con tecnologías de próxima generación para los desarrollos de Honda, abarcando sus avances en robótica, sobre las células de combustible para los coches utilitarios y aviación. Honda también opera un centro de demostración de tecnología en el sitio, así como los centros educativos.

## Las dificultades de la pista
Debido a que el Twin Ring es una pista que combina un trazado oval con un circuito permanente, pero siendo pistas separadas (en lugar de los trazados comunes donde el circuito oval y el circuito permanente se combinan en uno solo como los de Estados Unidos, por citar por ejemplo el de Daytona International Speedway), esto fue debido a la decisión de incluir un circuito completo de carretera como figura en gran parte a la construcción del óvalo fuera necesario como el principal compromiso del diseño. Para los espectadores, la línea de visión puede ser muy mala para el trazado del circuito permanente para las carreras que se disputan allí, haciendo que las gradas estén mucho más atrás de lo habitual. Los bloques de trazado oval para observar gran parte del trazado, incluyendo el mejor punto de adelantamiento en el trayecto, requiere grandes y variadas pantallas de televisión. Por estar fuera de la tribuna se limita a las áreas de la parte interna de la pista y a lo largo de la parte opuesta al autódromo.
El acceso que existe por vía férrea es una preocupación importante, con sólo dos puntos de entrada y de salida que se dan por dos carriles de la vía principal. Motegi no es una gran ciudad en particular, y el alojamiento es prácticamente inexistente frente a los requerimientos de la pista, a excepción una pequeña zona hotelera. Los enlaces a la zona de los trenes son muy limitados (la región de las grandes líneas, como el JR East y Ferrocarril Tobu no tienen servicio en la zona), ni se ha previsto completar una autopista. Así, la capacidad de las vías de acceso (de unos 65.000) es dictada en gran medida por el flujo vehicular, no por la real capacidad de asistentes (que se estima que cerca de 100.000 para el trazado permanente, mientras que para las carreras de IndyCar se estiman 80.000 para el óvalo).

## Ganadores

### Champ Car e IndyCar
| Año            | Piloto            | Automóvil             | Equipo         |                |                |                |
| CART Champ Car | CART Champ Car    | CART Champ Car        | CART Champ Car | CART Champ Car | CART Champ Car | CART Champ Car |
| -------------- | ----------------- | --------------------- | -------------- | -------------- | -------------- | -------------- |
| 1998           | Adrián Fernández  | Reynard Ford-Cosworth | Patrick        |                |                |                |
| 1999           | Adrián Fernández  | Reynard Ford-Cosworth | Patrick        |                |                |                |
| 2000           | Michael Andretti  | Lola Ford-Cosworth    | Newman/Haas    |                |                |                |
| 2001           | Kenny Bräck       | Lola Ford-Cosworth    | Rahal          |                |                |                |
| 2002           | Bruno Junqueira   | Lola Toyota           | Ganassi        |                |                |                |
| IndyCar Series |                   |                       |                |                |                |                |
| 2003           | Scott Sharp       | Dallara Toyota        | Kelley         |                |                |                |
| 2004           | Dan Wheldon       | Dallara Honda         | Andretti Green |                |                |                |
| 2005           | Dan Wheldon       | Dallara Honda         | Andretti Green |                |                |                |
| 2006           | Hélio Castroneves | Dallara Honda         | Penske         |                |                |                |
| 2007           | Tony Kanaan       | Dallara Honda         | Andretti Green |                |                |                |
| 2008           | Danica Patrick    | Dallara Honda         | Andretti Green |                |                |                |
| 2009           | Scott Dixon       | Dallara Honda         | Ganassi        |                |                |                |
| 2010           | Hélio Castroneves | Dallara Honda         | Penske         |                |                |                |
| 2011           | Scott Dixon       | Dallara Honda         | Ganassi        |                |                |                |